# Cinara laportei
Cinara laportei är en insektsart som först beskrevs av Remaudière, G. 1954.  Cinara laportei ingår i släktet Cinara och familjen långrörsbladlöss. Inga underarter finns listade i Catalogue of Life.